# Max Volbers
Maximilian „Max“ Volbers (* 1994) ist ein deutscher Blockflötist, Cembalist und Ensembleleiter.

## Ausbildung und musikalisches Schaffen
Max Volbers studierte an der Universität Mozarteum Salzburg bei Dorothee Oberlinger, Walter van Hauwe, Reinhard Goebel und Florian Birsak. Als erster Blockflötist überhaupt gewann er 2021 den Deutschen Musikwettbewerb. Für seine Debüt CD Whispers of Tradition erhielt er 2023 den Opus Klassik in der Kategorie Nachwuchskünstler des Jahres sowie den Publikumspreis der Welt am Sonntag. Er tritt regelmäßig mit  Barockorchestern wie Concerto Köln, Il Pomo d’Oro, La Cetra oder dem Concentus Musicus Wien auf.
Seit 2024 ist er beim Label Berlin Classics unter Vertrag, im September 2024 erschien sein neues Album „Foreign Masters“ mit dem Cembalisten Alexander von Heißen. Ebenfalls 2024 erschien Scenes of Horror (Perfect Noise), sein Debüt-Album als Ensembleleiter.
Neben seiner Konzerttätigkeit unterrichtet er an der Universität Mozarteum Salzburg.

## Diskografie
- 2022: Whispers of Tradition (Genuin)
- 2024: Scenes of Horror (Perfect Noise)
- 2024: Foreign Masters (Berlin Classics)

## Auszeichnungen
- 2021: Deutscher Musikwettbewerb[2]
- 2023: Opus Klassik in der Kategorie Nachwuchskünstler des Jahres[3]
- 2023: Publikumspreis der Welt am Sonntag[4]